# Cuitlauzina pendula
Cuitlauzina pendula är en orkidéart som beskrevs av Juan José Martinez de Lexarza. Cuitlauzina pendula ingår i släktet Cuitlauzina, och familjen orkidéer. Inga underarter finns listade i Catalogue of Life.

## Bildgalleri

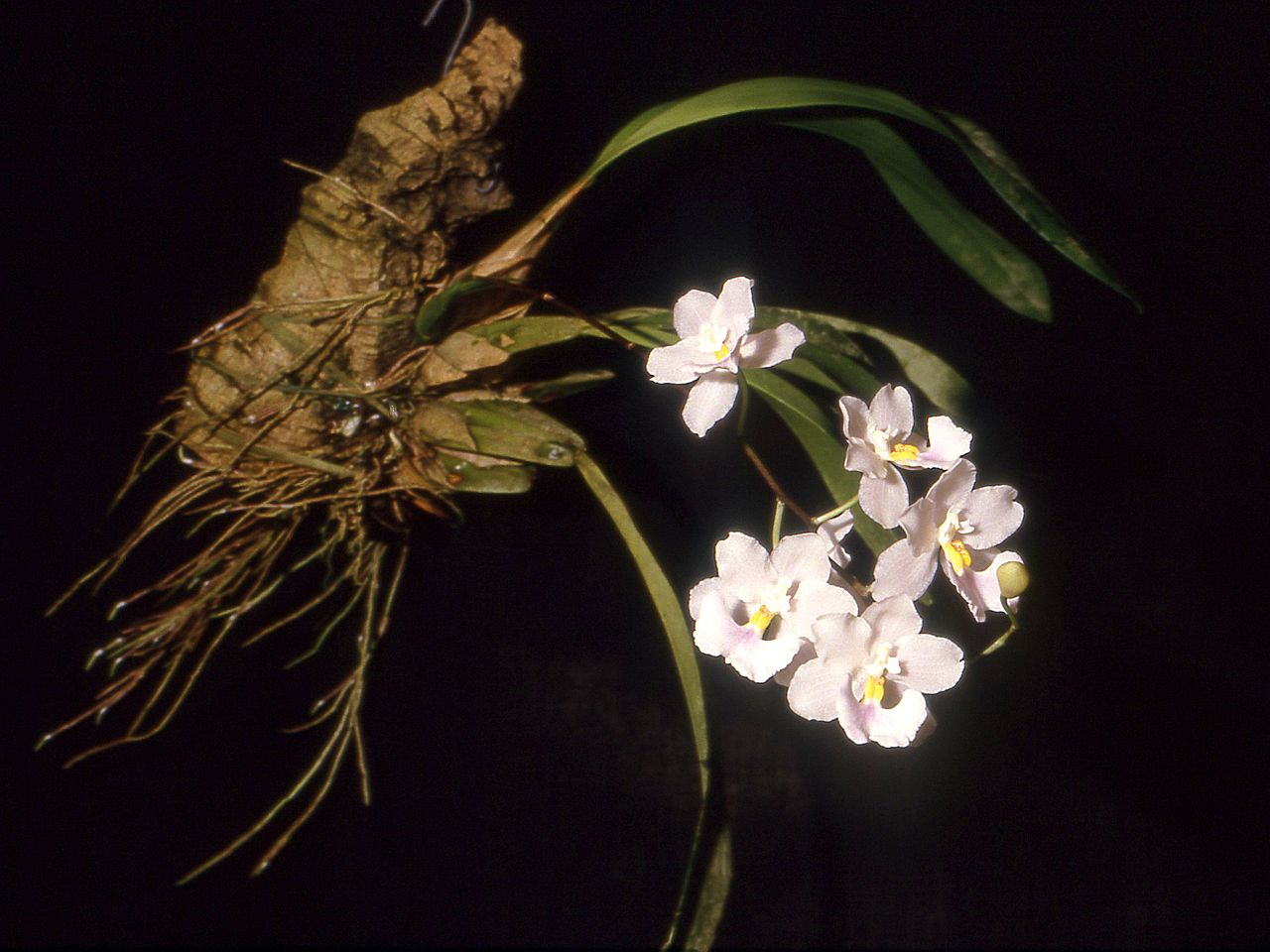
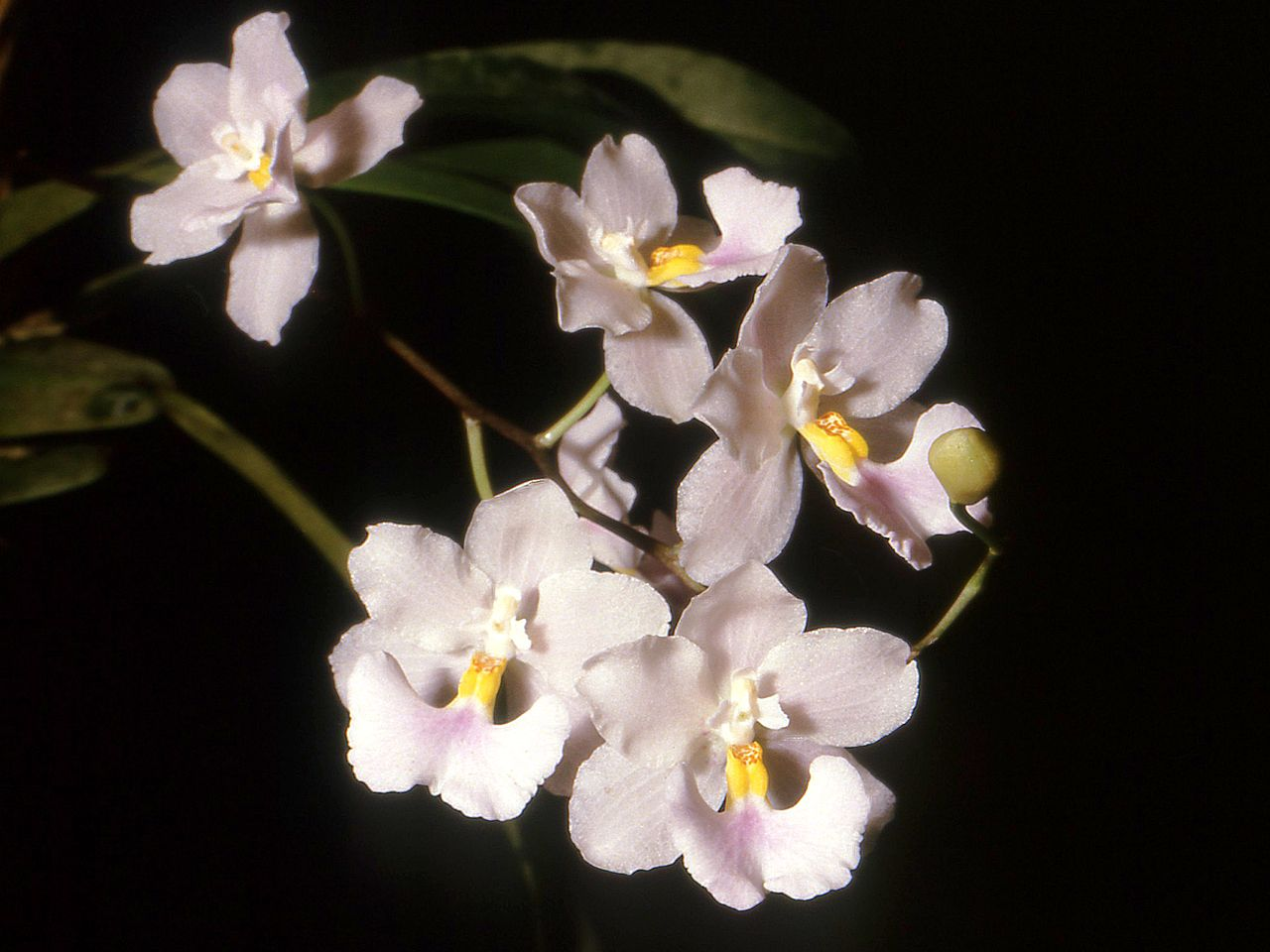
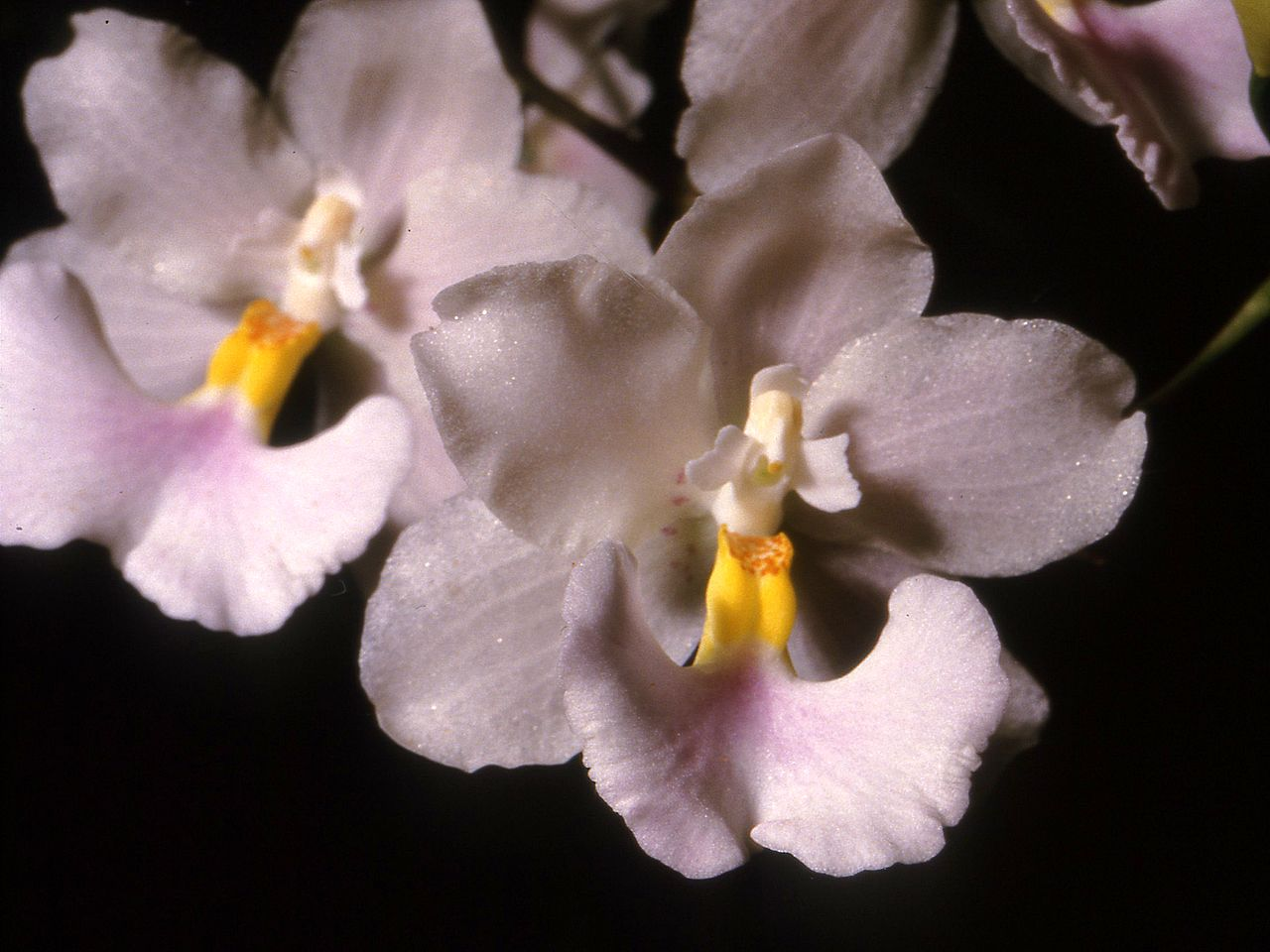
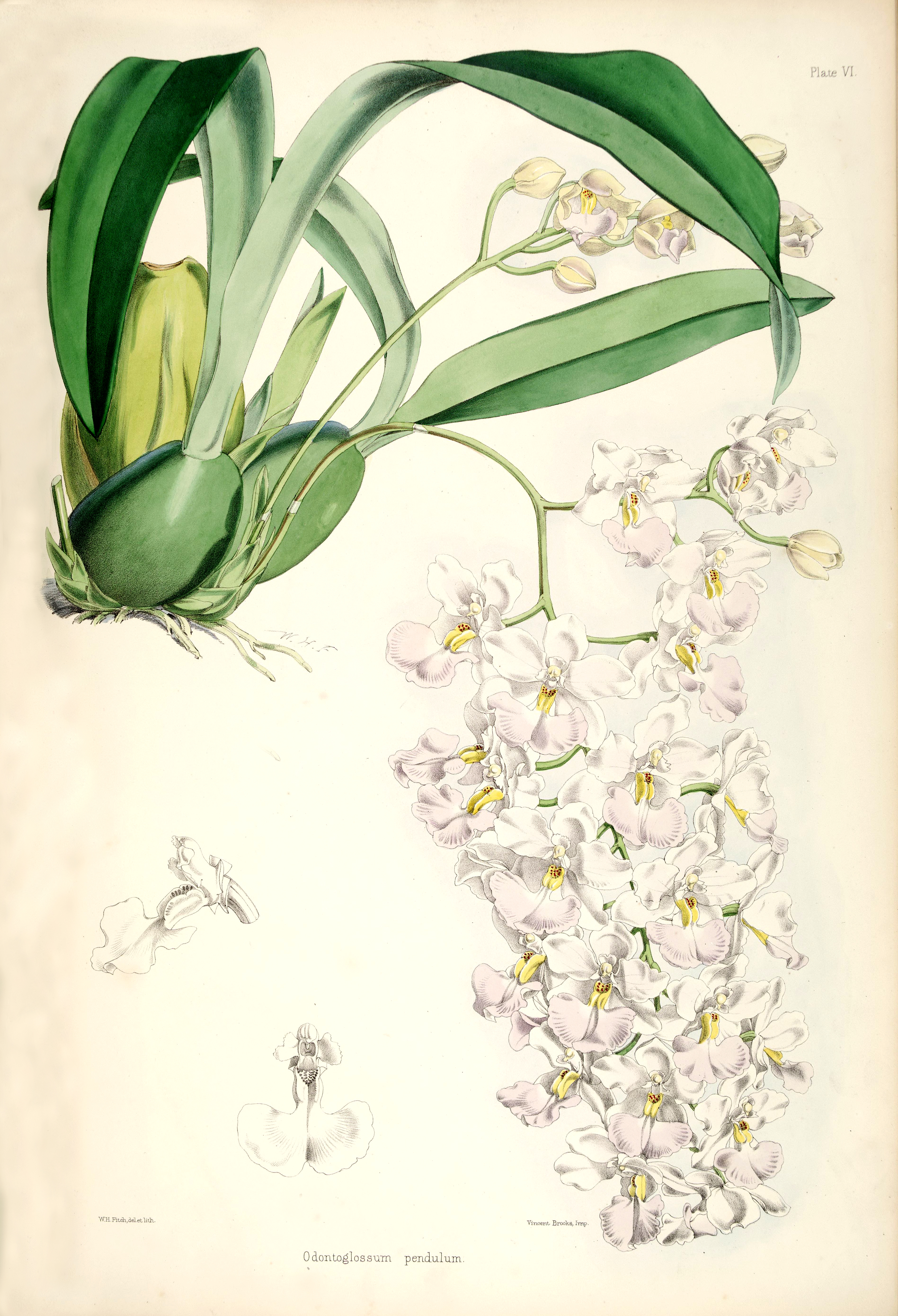
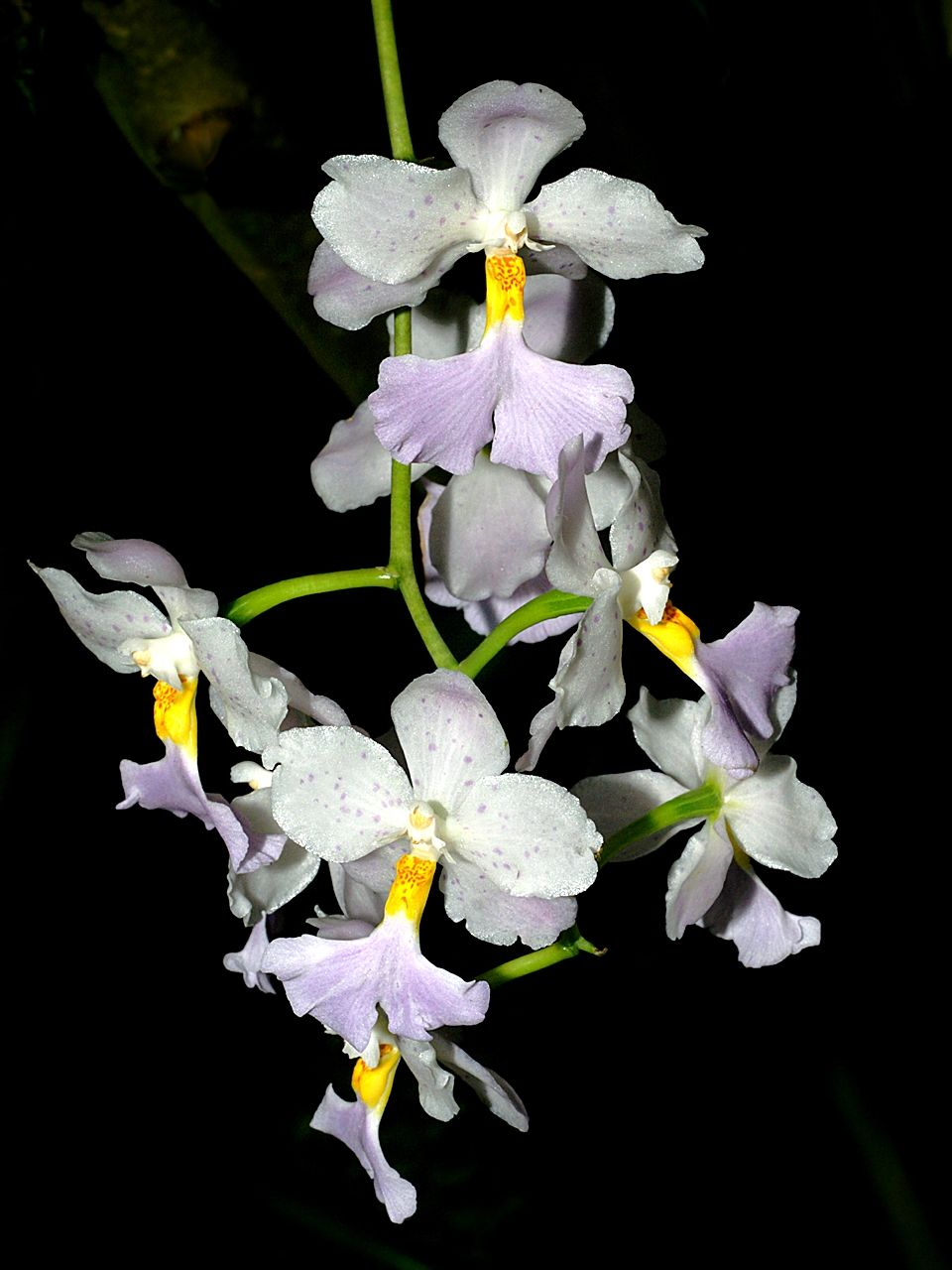
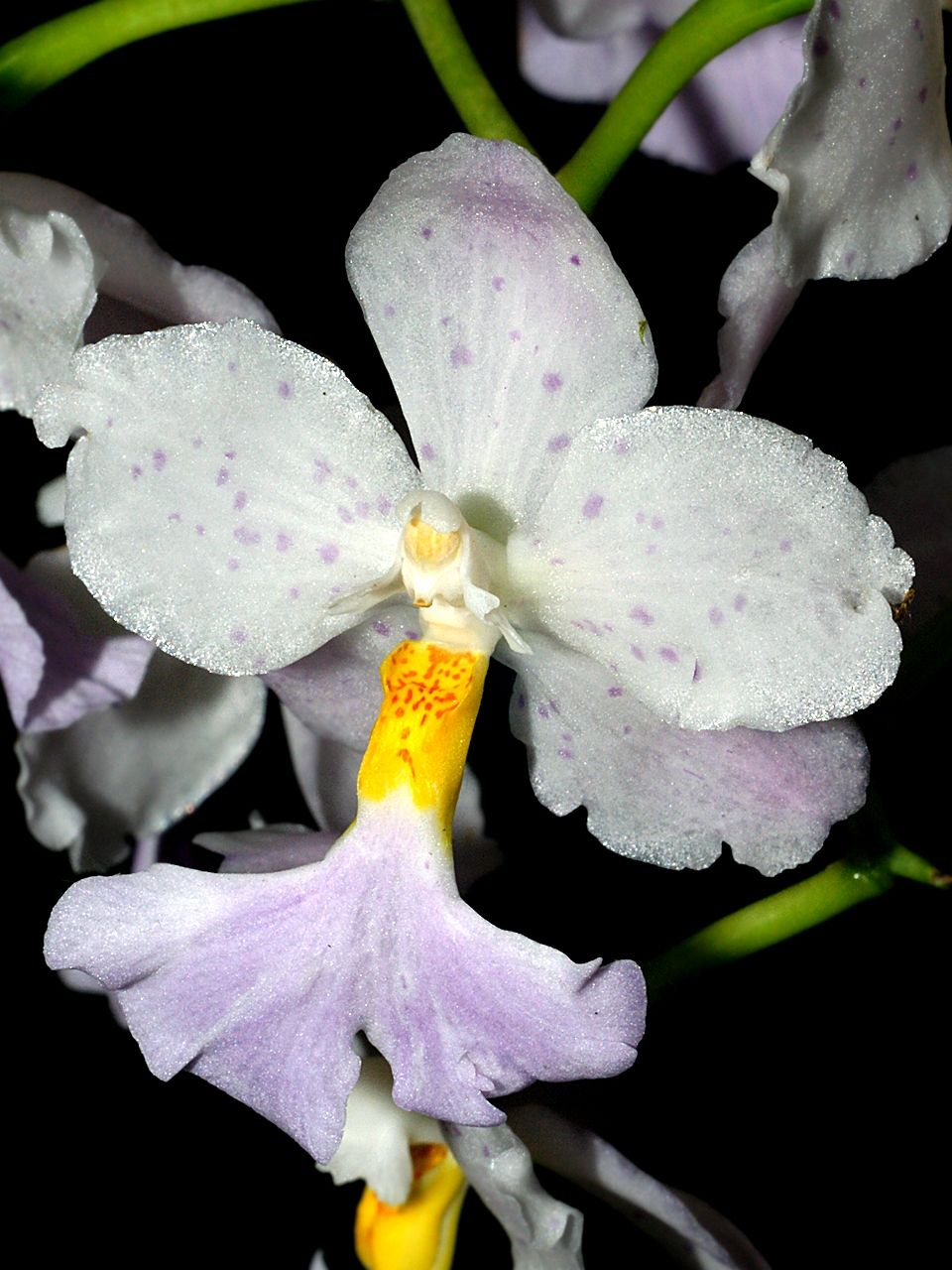